# Endless Road
「Endless Road」（エンドレス ロード）は、fumikaの楽曲。2014年3月12日から先行配信が行われた後、同年4月30日に8枚目のシングルとしてよしもとアール・アンド・シーから発売された。

## 概要
結婚式情報サイト「マイナビウエディング」のCMソングで、「永遠」をテーマとしたミドルバラード。
本曲のMVは、「マイナビウエディング」のウエディングコンシェルジュから聞き集めた“本当にあった感動の結婚式エピソード”を基にして製作されており、当時乃木坂46メンバーだった橋本奈々未が、「披露宴で亡父が生前に残したメッセージを受け取り、涙する花嫁」の役で出演している。fumikaは橋本の個人的なファンであるといい、「今回の綺麗な花嫁さんの姿は、私の中でどうしても橋本さんに出ていただきたかったので、本当に嬉しかったです」と話している。
またCDシングルのジャケットはお笑い芸人の鉄拳が書き下ろしたもので、歌詞カードには鉄拳が本曲のために製作したオリジナルストーリーが掲載されている。
カップリング曲には、花*花のメジャー・デビュー曲「あ〜よかった」のカバーが収録される。

## 収録曲
| #         | タイトル                                                   | 作詞                   | 作曲         | 編曲                     | 時間  |
| --------- | ---------------------------------------------------------- | ---------------------- | ------------ | ------------------------ | ----- |
| 1.        | 「Endless Road」(マイナビ「マイナビウエディング」CMソング) | fumika,玉井健二,tom. m | 釣俊輔       | 玉井健二,釣俊輔          | 4:58  |
| 2.        | 「あ〜よかった」                                           | こじまいづみ           | こじまいづみ | 玉井健二,Integral Clover | 3:41  |
| 3.        | 「Endless Road 〜Instrumental〜」                          |                        |              |                          | 4:58  |
| 4.        | 「あ〜よかった 〜Instrumental〜」                          |                        |              |                          | 3:36  |
| 合計時間: | 合計時間:                                                  | 合計時間:              | 合計時間:    | 合計時間:                | 17:13 |